# 希尔斯凯市镇
希尔斯凯市级市镇（烏克蘭語：Гірська міська громада）是乌克兰卢汉斯克州北顿涅茨克区的市镇，行政中心为希爾斯凱。市镇面积为301平方公里，2020年人口数量为39,673人。

## 居民点
该市镇包括两个城市（希爾斯凱、佐洛泰）、3个镇和6个村庄。
- 镇：尼日涅、新托什基夫斯凱、托什基夫卡
- 村庄：若洛博克、卡泰里尼夫卡、克雷姆斯凱、奧里霍韋、普里切皮利夫卡、索基爾尼基